# Gos (affluent du Rance)
Pour les articles homonymes, voir Gos (homonymie).
Le Gos ou Gos du Rance est une rivière qui coule dans le sud de la France, dans le département de l'Aveyron. Elle ne doit pas être confondue avec le Gos du Tarn qui coule à proximité.

## Géographie
Le Gos prend sa source dans le Massif central, dans le département de l'Aveyron, près de Saint-Juéry. Il se jette dans le Rance sur le territoire de la commune de Plaisance (Aveyron).

## Principaux affluents
Quelques ruisseaux viennent alimenter le Gos :
- Ruisseau de Clavayrolle ;
- Ruisseau la Gravière ;
- Ruisseau de Goussilles ;
- Ravin de la Mole.